# ピルボックス帽

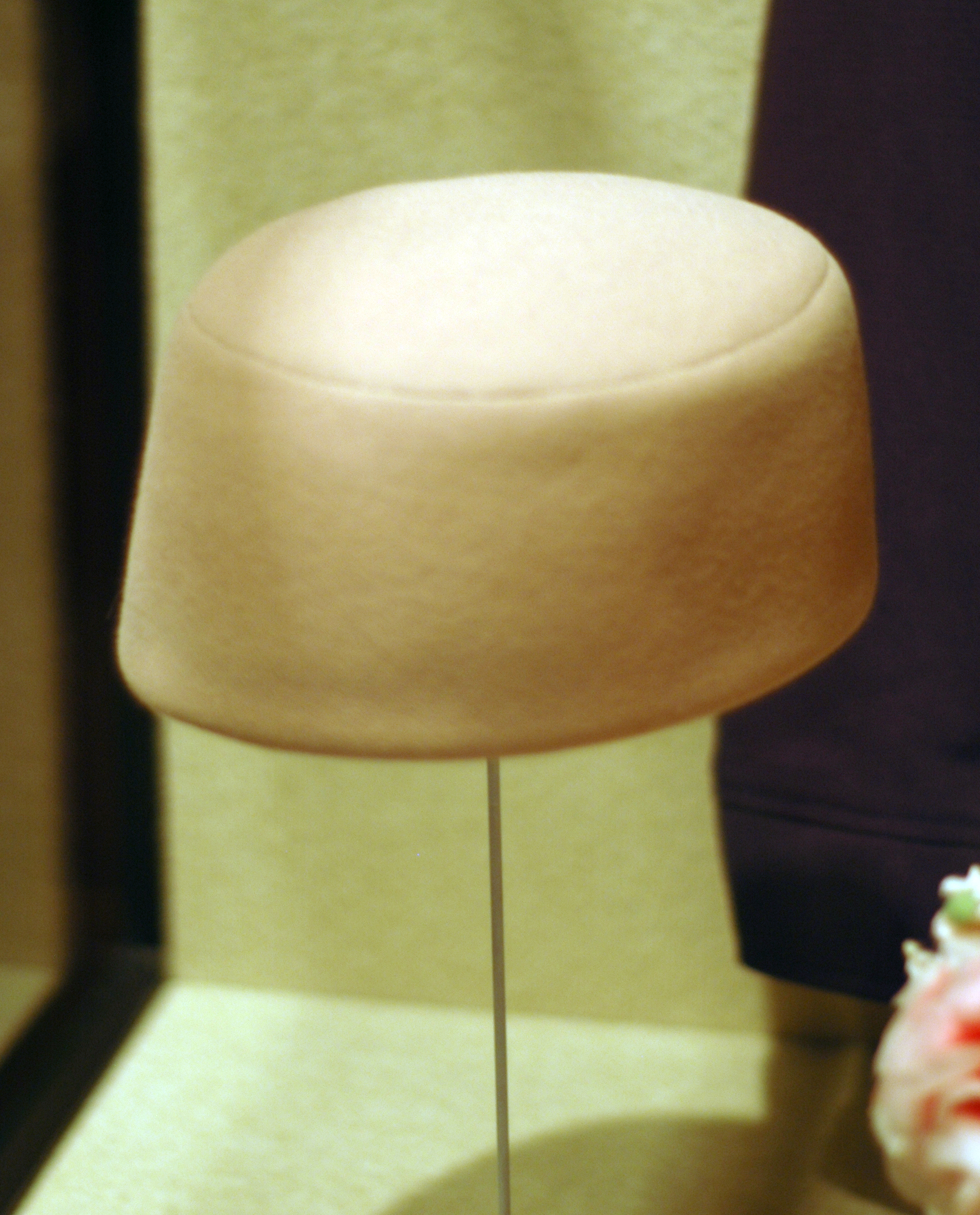
ジャクリーン・ケネディのピルボックス帽

ピルボックス帽（英: pillbox hat）は、頂点が平らで、真っ直ぐ切り立った側面を持ち、つばの無い、婦人用の小型帽。

## 歴史

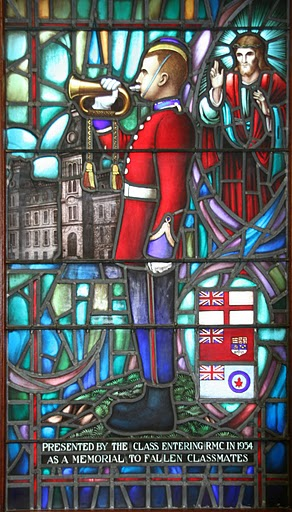
カナダ王立軍事大学のメモリアル・ステンドグラス（1934年）に描かれたピルボックス帽

歴史的にピルボックス帽は軍服としても使われており、あご紐がつく場合がある。またピルボックス帽はいくつかの国々、特に旧イギリス連邦諸国での儀式で見ることができる。例えばカナダ王立軍事大学の礼装にはピルボックス帽が使われている。キルマーノックとも呼ばれるピルボックス帽 (pillbox cap) は、事実上全てのグルカ兵が身に着ける伝統的帽子を今風に製造したものである。ローマ帝国ではその後期において、ピレウスあるいは「パンノニア帽」と呼ばれたピルボックス帽を兵士たちがかぶっていた。
軍事用語でいうピルボックスとは、トーチカ、すなわち地上軍が立て籠もる円状の防御施設を指し、これは第一次世界大戦でイギリス軍が広めたものである.。ピルボックス状の防御施設は今日も残っており、特にナント・フランコンなどウェールズに広く見られる。

## 使用例
- 1961年 - 1963年にアメリカ合衆国のファーストレディになったジャクリーン・ケネディは、ハルストン（英語版）がデザインした「特徴的なピルボックス帽」で1960年代に広く知られた[3]。
- ピルボックス帽は、ボブ・ディランの曲「ヒョウ皮のふちなし帽」(Leopard-Skin Pill-Box Hat) に登場する。この曲は1966年のアルバム『ブロンド・オン・ブロンド』で発表された。
- 映画『ハリー・ポッターと炎のゴブレット』で、ボーバトン魔法アカデミーの制服に青いピルボックス帽が使われている。
- アニメ『銀河鉄道999』およびその続編・スピンオフ作品で、登場人物のメーテルは様々な色のピルボックス帽をかぶっている。

## ピルボックス・キャップ
ベースボールの黎明期である1800年代中期から1900年代初頭には、ケピ帽や後年のパトロールキャップに似た円筒形で平らな頭頂部を持つ野球帽(フラットトップ・キャップ)がよく用いられ、ピルボックス帽に目庇を付けた帽子という意味でピルボックス・キャップと呼ばれていた。近年では1976年から1986年にかけてピッツバーグ・パイレーツが着用していた事で有名である。ただし、本来の女性用ピルボックス帽はピルボックス・ハットと呼ばれ、野球におけるピルボックス・キャップとは明確に区別されている。